# Partille Cup
Partille Cup er verdens største årlige turnering i håndbold målt på antal deltagere. Turneringen spilles hvert år i juli af ungdomsspillere mellem ti og 21 år. Turneringen blev afviklet første gang i 1970 arrangeret af håndboldklubben IK Sävehof i den svenske by Partille nær Göteborg.

## Historie
Partille Cup blev første gang spillet i Partille i 1970. I 2001 flyttedes turneringen gradvist til Göteborg for i slutningen af 2004 helt at blive flyttet dertil.

## Spillesteder
De fleste kampe spilles på Heden i det centrale Göteborg. Øvrige kampe spilles på Valhalla IP, på Överåsvallen og på de store græsområder i Kviberg.
Finalerna for de ældre aldersklasser spilles i Scandinavium, de yngre i Valhalla Sporthall og B-finalerne udendørs på Valhalla IP. Alle indledende kampe spilles udendørs.

## Fakta
I turneringen deltager 19.800 spillere i 1.065 hold fra 47 nationer. Totalt har hold fra 89 lande deltaget i turneringen gennem årene.